# Benno Berneis

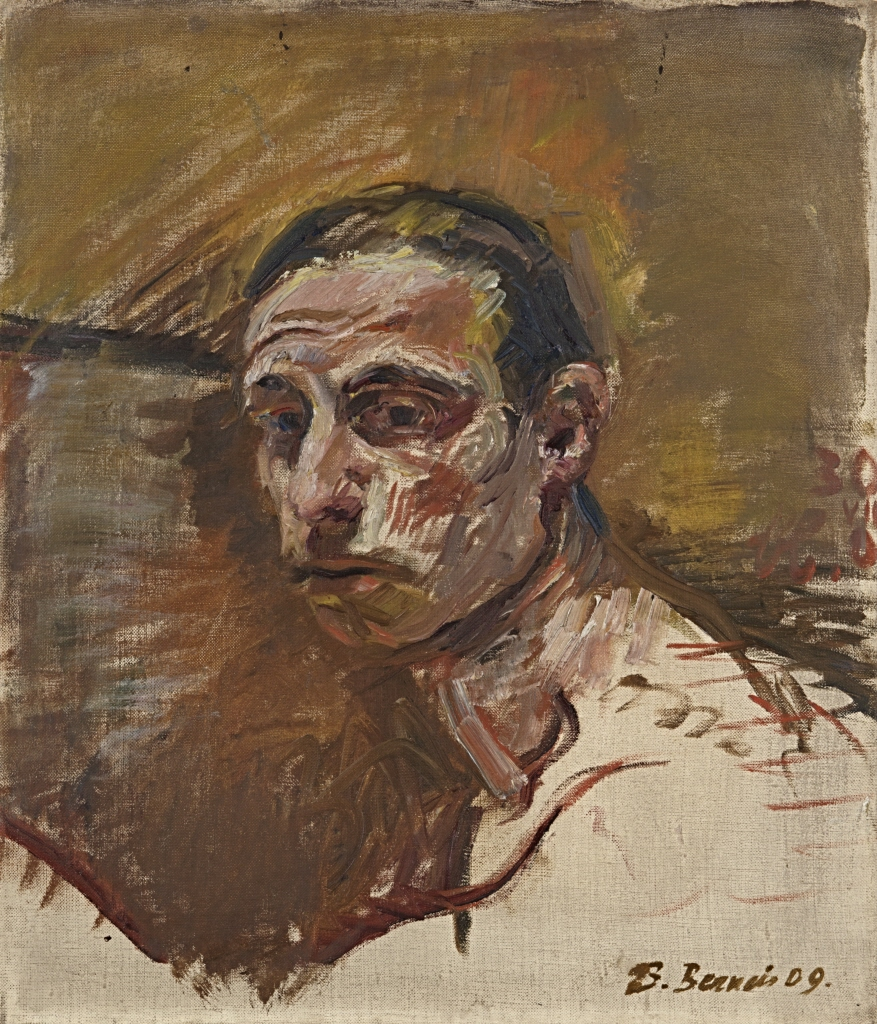
Benno Berneis Selbstbildnis 1909

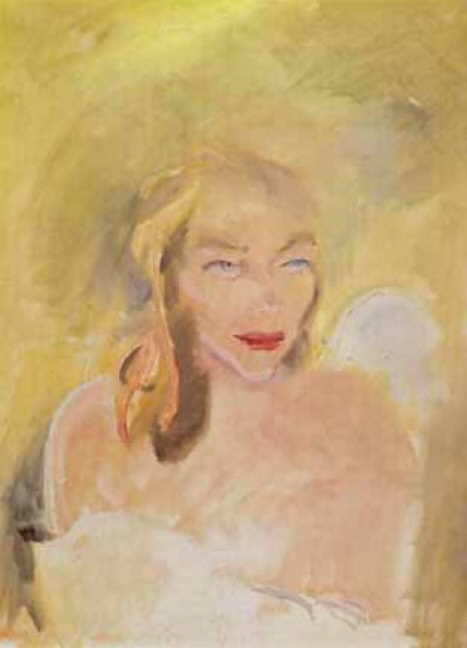
Benno Berneis: Bildnis Gertrud Eysoldt 1910

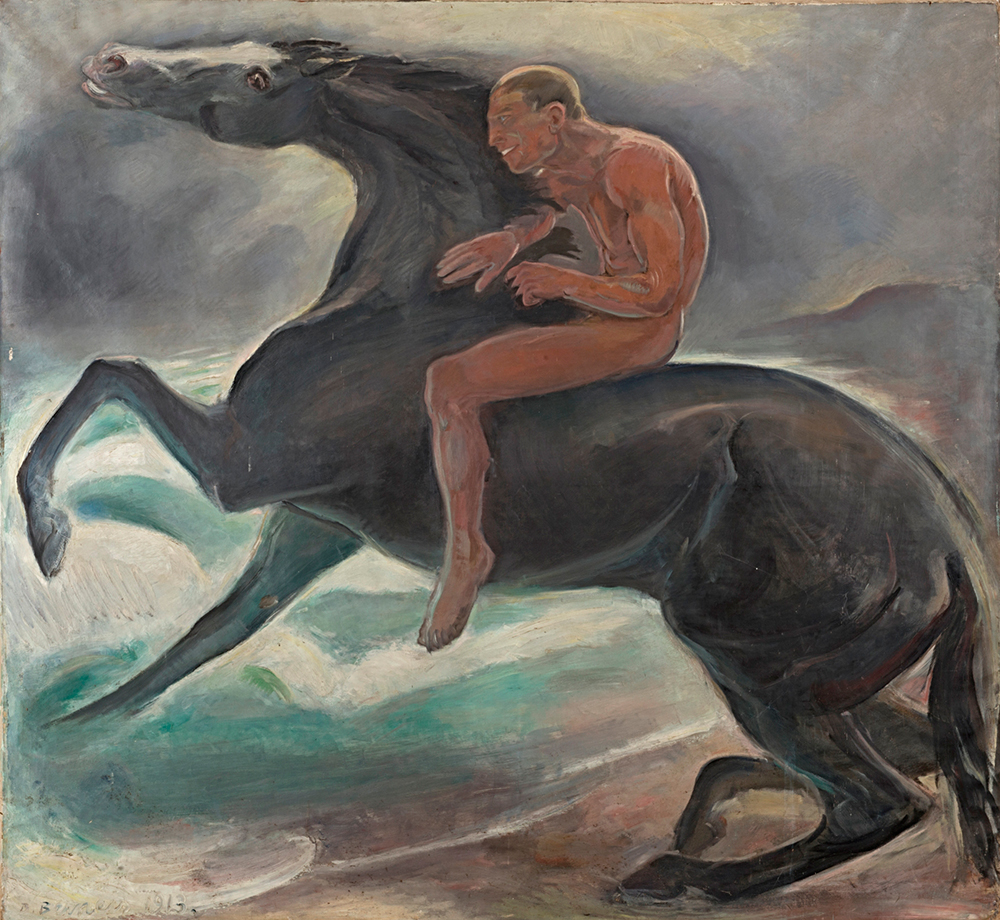
Benno Berneis: Reiter am Meer 1913

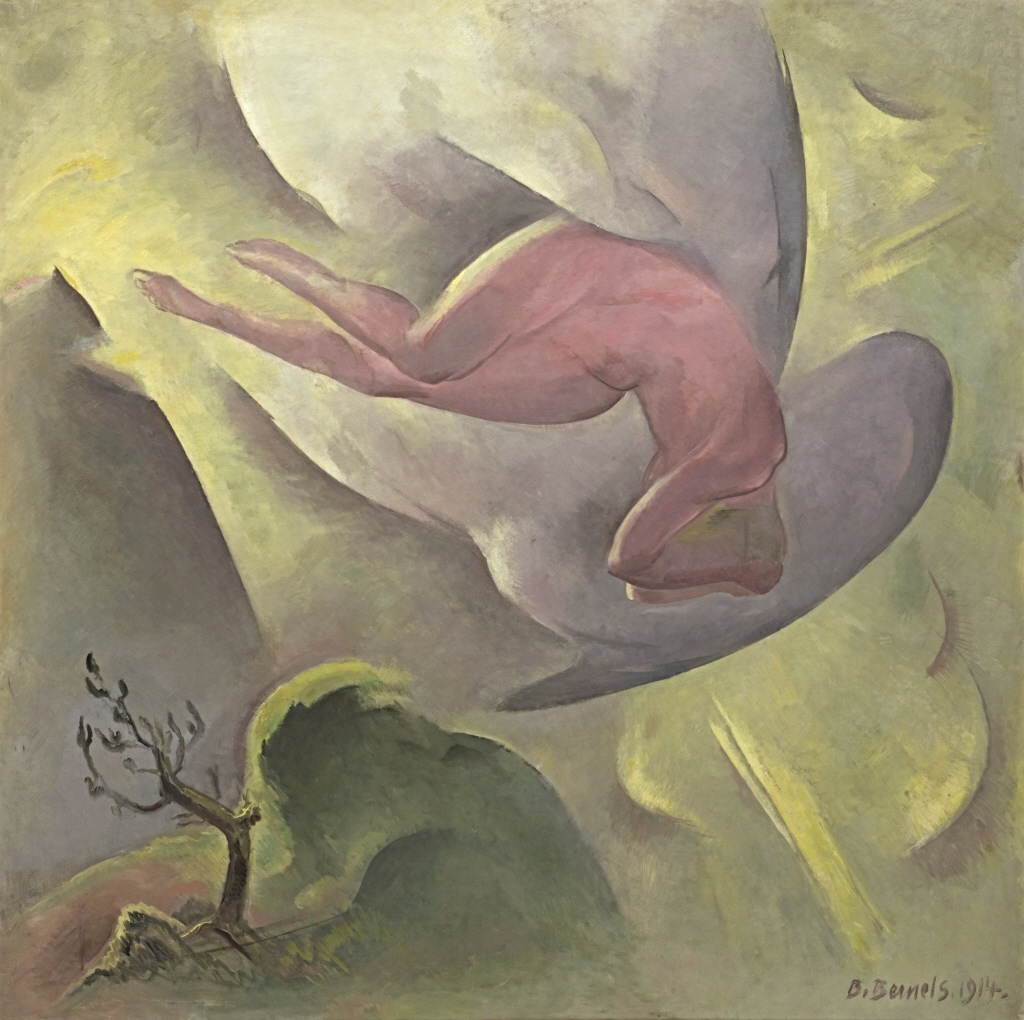
Benno Berneis: Stürzender Engel 1914

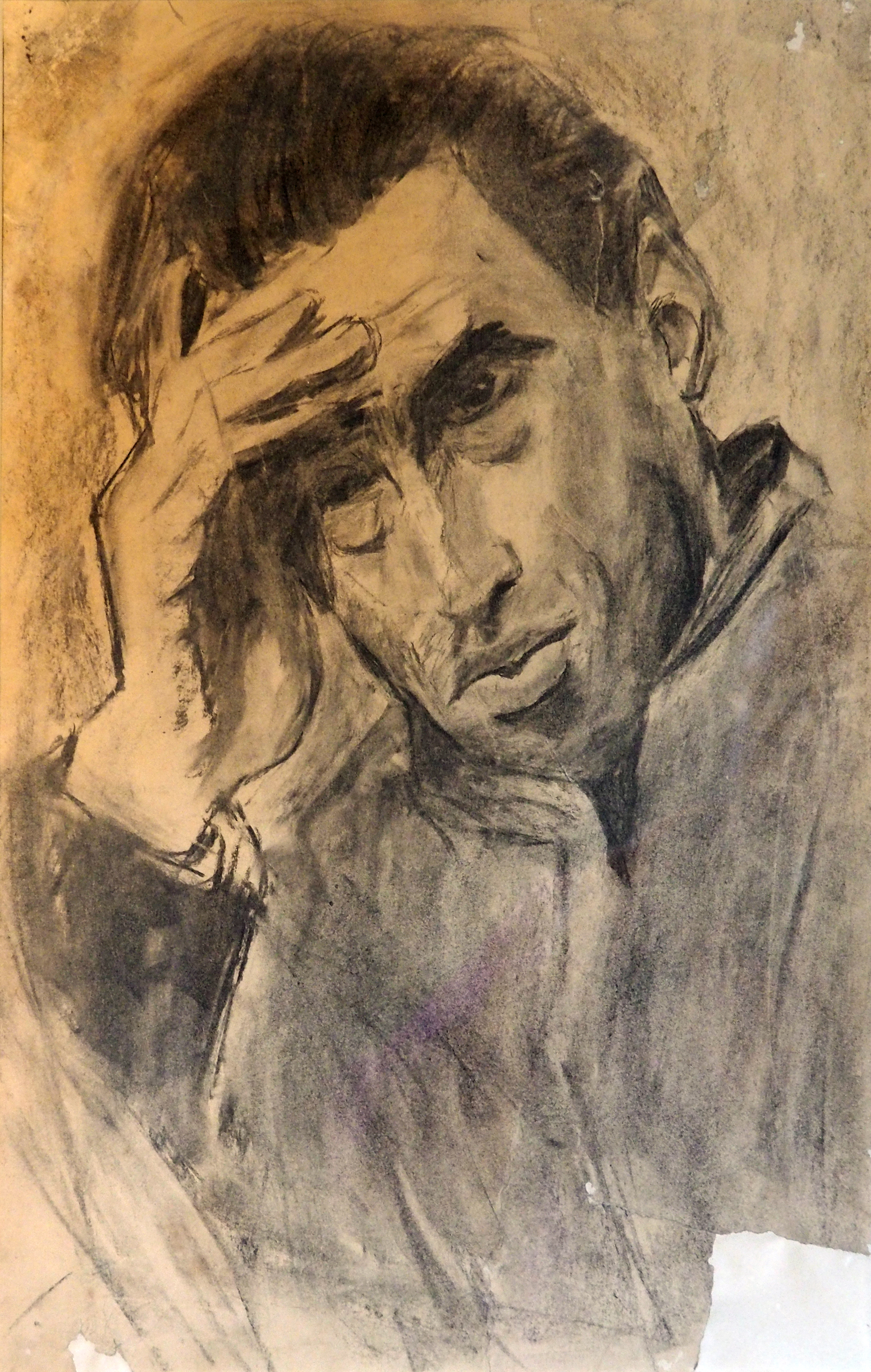
Benno Berneis: Selbstbildnis 1914

Benno Berneis (* 9. Mai 1883 in Fürth; † 8. August 1916 über Saint-Souplet) war ein deutscher Maler des aufkommenden Expressionismus.

## Leben
Benno Berneis wurde 1883 als einziger Sohn des jüdischen Fabrikbesitzers Albert Berneis und seiner Frau Betty, geb. Neubauer, in Fürth geboren. Sein Vater war der Direktor der 1875 von ihm und seinem Bruder gegründeten Schuhfabrik B. Berneis, die später zu den Vereinigten Fränkischen Schuhfabriken AG firmierte.
Nach seiner Schulzeit war Benno Berneis ab 1902 Schüler in der Münchner Malschule von Moritz Heymann, der ihn zum impressionistischen Maler ausgebildete.
Ab 1906 lebte er dann in Berlin, wo der Künstler mit der Hilfe von Max Slevogt bereits im Dezember an der Winterausstellung der Berliner Secession teilnehmen durfte. Auch in den Sommerausstellungen der kommenden Jahre war Benno Berneis nun regelmäßig mit mehreren Werken vertreten.
1909 stellte er zusammen mit Henri Matisse erstmals seine Arbeiten im Kunstsalon von Paul Cassirer aus. Eine weitere umfassende Ausstellung folgte im März 1914, diesmal mit dem befreundeten Bildhauer August Gaul. Im selben Jahr war Benno Berneis außerdem an der Gründung der Freien Secession rund um Max Liebermann beteiligt. Per Losverfahren wurde er in den Vorstand der Künstlergruppe gewählt.
Während des Ersten Weltkriegs diente er zunächst in einer bayerischen Train-Abteilung, wo er als guter Reiter für die Koordination des Proviantnachschubs an die Front zuständig war. Mit der Beförderung zum Leutnant meldete er sich Mitte 1915 freiwillig zur Fliegertruppe. Nach seiner Ausbildung zum Flugzeugführer wurde er an der Westfront vor allem bei der Aufklärung von feindlichen Artilleriestellungen eingesetzt wurde. Benno Berneis starb dabei am 8. August 1916 als Angehöriger eines Kampfeinsitzer-Kommandos unter der Leitung von Kurt Student in einem Luftkampf über der französischen Gemeinde Saint-Souplet. Sein Grab befindet sich auf dem nahegelegenen deutschen Soldatenfriedhof Mont-Saint-Remy in den Ardennen.
Benno Berneis war verheiratet mit der Schauspielerin Gertrud Eysoldt, mit der er den Sohn Peter Berneis hatte, der später in der Filmindustrie erfolgreich als Schauspieler und Drehbuchautor tätig war. Seine Schwester Frida Langer wurde 1942 Opfer des Holocaust.

## Ausstellungen (Auswahl)
- 1906: 12. Ausstellung der Berliner Secession – Zeichnende Künste, Kunstsalon Cassirer
- 1907: 13. Ausstellung der Berliner Secession, Berlin
- 1907: 14. Ausstellung der Berliner Secession – Zeichnende Künste, Kunstsalon Cassirer
- 1908: 15. Ausstellung der Berliner Secession, Berlin
- 1909: Sammlungen Henri Matisse – Benno Berneis, Kunstsalon Cassirer
- 1909: 18. Ausstellung der Berliner Secession, Berlin
- 1910: 20. Ausstellung der Berliner Secession, Berlin
- 1911: 22. Ausstellung der Berliner Secession, Berlin
- 1912. Große Ausstellung des Deutschen Künstlerbundes, Kunsthalle Bremen
- 1912: Maler und Bildhauer der Berliner Secession, Galerie Miethke
- 1912: 24. Ausstellung der Berliner Secession, Berlin
- 1913: Ausstellung des Deutschen Künstlerbundes, Kunsthalle Mannheim
- 1913: Große Kunstausstellung Stuttgart, Kunstgebäude Stuttgart
- 1913: 26. Ausstellung der Berliner Secession, Berlin
- 1914: Sammlungen Benno Berneis – August Gaul – Camille Pissarro, Kunstsalon Cassirer
- 1914: Internationale Kunstausstellung, Kunsthalle Bremen
- 1914: 1. Ausstellung der Freien Secession, Berlin
- 1914: 1. Ausstellung der Neuen Münchener Secession, München
- 1916: 2. Ausstellung der Freien Secession, Berlin
- 1917: Benno Berneis Gedächtnis-Ausstellung, Kunstsalon Cassirer
- 1976: Malerei der deutschen Impressionisten, Nationalgalerie Berlin
- 2006: Berliner Impressionismus, Landesmuseum Mainz
- 2014: Verglühte Träume: Werke Junger Künstler – Opfer des Ersten Weltkriegs, Edwin Scharff Museum Neu-Ulm
- 2014: Sterne fallen – Von Boccioni bis Schiele. Der Erste Weltkrieg als Ende Europäischer Künstlerwege, Kunsthalle zu Kiel
- 2015: Kunst in Berlin 1880 bis 1980, Berlinische Galerie
- 2016: Gott und die Welt. Vom sakralen zum autonomen Bild 1871-1918, Kunsthalle zu Kiel
- 2018: Benno Berneis – Dunkle Sehnsüchte, romantisches Talent, Kunst Galerie Fürth